# 988
988 (CMLXXXVIII) je bilo prestopno leto, ki se je po julijanskem koledarju začelo na nedeljo.

## Dogodki
- kijevski knez Vladimir uvede krščanstvo.

## Rojstva
- - Tilopa, indijski (bengalski) budistični jogi in filozof († 1069)

## Smrti
- Judita ogrska, ogrska princesa (* okoli 969)